# PER6IX
PER6IX ，台灣女子團體，為喜歡音樂旗下的六人女子音樂組合，由六名台灣成員Hanna名慧、Jessie加瑄、Ally力安、Mila采婕、Purple紫嫣、Weiweima瑋伶組成。2020年4月15日以首張迷你專輯《WE'RE PER6IX》正式出道。

## 團體資料

### 團名由來

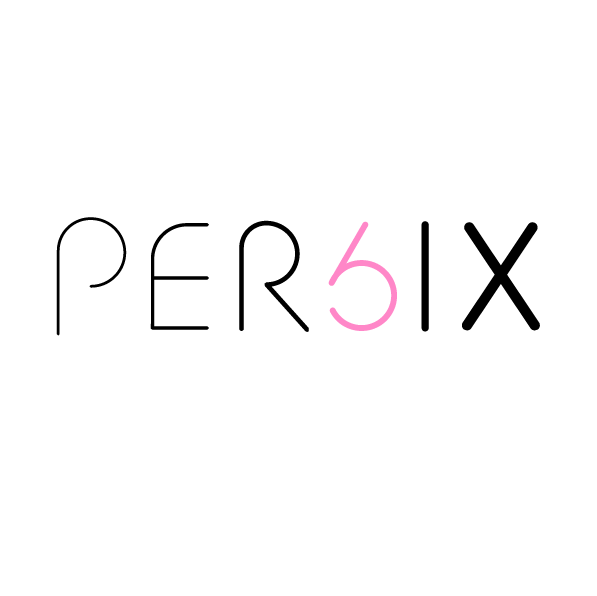
PER6IX 團體LOGO

PER6IX，讀法為「PERSIX」。取自於英文單字「Persist」意味著對於夢想的堅持；再將字根「sist」改成「6ix（six）」象徵著六個女生在追逐夢想的路上，堅持不懈，相互扶持。

### 粉絲名
粉絲名為糖粉。PER6IX DIARY #EP28中，PER6IX 以糖粉為加油口號。
影片下的粉絲也留言表示糖粉能作為粉絲名。此名稱一直被眾多粉絲沿用，之後官方也將此名稱作為對粉絲的稱呼。

## 成員列表
- 名字粗體為隊長。

| 名慧 | Hanna    | 彭名慧 | 1998年4月9日 牡羊座   | 國立台南大學（畢業）             |
| 加瑄 | Jessie   | 王加瑄 | 1998年12月27日 摩羯座 | 世新大學（畢業）                 |
| 力安 | Ally     | 申力安 | 2001年9月7日 處女座   | 國立清華大學（畢業）             |
| 采婕 | Mila     | 林采婕 | 2001年10月14日 天秤座 | 僑光科技大學（在學）             |
| 紫嫣 | Purple   | 李紫嫣 | 2003年12月18日 射手座 | 國立臺灣師範大學國文學系（在學） |
| 瑋伶 | Weiweima | 馬瑋伶 | 2004年3月23日 牡羊座  | 國立清華大學（在學）             |

## 發展歷程

### 2017-2019年：出道前
- 2017年7月27日，由音樂製作人陳子鴻所創立的喜歡音樂啟動「閃耀獵星計畫」[2][3]，徵選全台灣男女練習生，並推出全新唱跳團體，可惜後續男團因資金不足而解約。
- 2017年8月25日，采婕、力安參加同年伊林璀璨之星，分別獲得「國民女孩組」冠軍與季軍[4]，被當時擔任評審的陳子鴻相中，加入喜歡音樂練習生。[5]
- 2018年6月1日，喜歡音樂於官方臉書粉絲團宣佈啟動「獵星計畫2018」。[6]持續徵選男女練習生。
- 2018年，加瑄、瑋伶、力安以喜歡音樂練習生身分參加選秀節目「聲林之王」。[7][8][9]

### 2020年：出道，首張迷你專輯《WE'RE PER6IX》，第二張迷你專輯《頑美 Naughty Beauty》
- 2020年3月24日，官方Facebook、Instagram帳號以及YouTube頻道開通，並於Instagram帳號中陸續曝光成員英文名字與局部形象。
- 2020年3月27日，藝人李㼈於參加活動受訪時透露女兒紫嫣已與喜歡音樂簽約，並將以女團形式出道。[10]
- 2020年4月6日，首波主打歌《不讓》釋出，於Hit FM電台首播。4月8日於數位串流平台上架。[11]
- 2020年4月15日，以首張迷你專輯《WE'RE PER6IX》於下午8點正式出道，其MV同步於下午8點在YouTube平台上發佈。[12]
- 2020年8月20日，於官方Instagram帳號開啟第二張單曲專輯之前導ARG遊戲第一階段。[13][14]
- 2020年8月31日，於前導ARG遊戲第二階段的結尾釋出關於第二張單曲專輯發布的消息。
- 2020年9月7日，預告將於9月16日釋出第二張迷你專輯《頑美 Naughty Beauty》，同名主打歌《頑美》於Hit FM電台首播。9月9日，專輯歌曲《很可以》於好事聯播網首播。[15]
- 2020年9月16日，第二張迷你專輯《頑美 Naughty Beauty》釋出，其MV同步於下午六點在YouTube平台上發佈。[16]
- 2020年9月18日，公布將於西門紅樓劇場舉辦首場Showcase《頑美，不完美》。
- 2020年11月6日，專屬團體綜藝節目《PER6IX's 頑美的旅程》第一集於官方 YouTube 平台、ETToday星光雲與我愛偶像平台同步發布。
- 2020年12月6日晚上6時，於西門紅樓二樓劇場舉辦 PER6IX 首場 Showcase《頑美，不完美》。首次演唱第二張迷你專輯中的收錄曲《Of Course》和《Twinkle Star》。

### 2021-2022年：廣告曲《閃耀愛奇蹟》，專注個人活動
- 2021年1月1日，專屬團體綜藝節目《PER6IX's 頑美的旅程》最後一集第八集已經完成播出。
- 2021年9月13日，發布 FUJI 美形運動愛騎機廣告曲《閃耀愛奇蹟》，並於2022年8月8日發布卡路里篇廣告。

### 2023年：成員參加《未來少女》
- 2023年6月7日，名慧、力安、采婕、紫嫣參加臺灣女團真人秀節目《未來少女》[17]，並於同日公開宣傳照，所屬隊伍為「黑曜精靈」[18]。

## 音樂作品

### 迷你專輯
| 專輯 | 專輯資料                                                                                                 | 曲目                                                                                            |
| ---- | --- | ----------------------------------------------------------------------------------------------- |
| 1st  | 《WE'RE PER6IX》 - 發行日期：2020年4月15日 - 語言：國語 - 唱片公司：喜歡音樂 - 發行公司：環球唱片        | 1. ROUND ONE 2. 不讓 (主打) 3. AWESOME (第二主打)                                               |
| 2nd  | 《頑美 Naughty Beauty》 - 發行日期：2020年9月16日 - 語言：國語 - 唱片公司：喜歡音樂 - 發行公司：環球唱片 | 1. 頑美 Naughty Beauty (主打) 2. Of Course 3. 很可以 Old School Love (第二主打) 4. Twinkle Star |

## 媒體作品

### 未來少女單曲
| 年份     | 發佈日期 | 集數                  | 歌名             | 參與成員 |
| -------- | -------- | --------------------- | ---------------- | -------- |
| 2023年   |          |                       |                  |          |
| 7月30日  | 1st      | Not feeling down      | 力安、紫嫣       |          |
| 8月6日   | 2nd      | Hate Me Love Me       | 力安、名慧       |          |
| 8月20日  | 4th      | 甘蔗掰掰              | 名慧、力安       |          |
| 8月27日  | 5th      | I guess I do like you | 力安、采婕、紫嫣 |          |
| 9月3日   | 6th      | Gossip Girls          | 名慧             |          |
| 9月10日  | 7th      | Like It               | 力安             |          |
| 9月17日  | 8th      | Twinkle! Twinkle!     | 力安、名慧       |          |
| 9月24日  | 9th      | Be your own star      | 力安             |          |
| 9月30日  | 10th     | B.R.B                 | 紫嫣、名慧、采婕 |          |
| 10月8日  | 11th     | It’s So Right         | 力安、采婕、紫嫣 |          |
| 10月17日 | 12th     | Copy Paste            | 名慧、力安       |          |

### 音樂錄影帶
| 年份   | 發佈日期 | 專輯                    | M/V                 | Performance Video | Dance Practice                                       |
| ------ | -------- | ----------------------- | ------------------- | ----------------- | ---------------------------------------------------- |
| 2020年 | 4月15日  | 《WE'RE PER6IX》        | 不讓                | 不讓              | Awesome                                              |
| 2020年 | 9月19日  | 《頑美 Naughty Beauty》 | 頑美 Naughty Beauty | -                 | 頑美 Naughty Beauty 很可以 Old School Love Of Course |
| 2021年 | 9月13日  | -                       | 閃耀愛奇蹟          | 閃耀愛奇蹟        | -                                                    |

## 演唱會
Showcase
- 2020年12月6日：PER6IX 1st Showcase《頑美，不完美》[28]

粉絲見面會
- 2021年1月23日：我愛偶像 粉絲見面會 - PER6IX《頑美的旅程》

## 代言
| 年份 | 廣告 / 代言         | 備 註                |
| ---- | ------------------- | -------------------- |
| 2021 | FUJI富士 運動愛騎機 | 代言曲《閃耀愛奇蹟》 |

## 外部連結
| 官方帳號 - PER6IX - 喜歡音樂 （页面存档备份，存于） - PER6IX的Facebook專頁 - PER6IX的Instagram帳戶 - PER6IX的TikTok - YouTube上的PER6IX頻道 · | 成員個人IG - 名慧的Instagram帳戶 - 加瑄的Instagram帳戶 - 力安的Instagram帳戶 - 采婕的Instagram帳戶 - 紫嫣的Instagram帳戶 - 瑋伶的Instagram帳戶 |